# Вранетич, Иван
Иван «Ивица» Вранетич (хорв. Ivan "Ivica" Vranetić; 1925 или 1926 — 3 февраля 2010) — югославский хорватский партизан, Праведник мира (получил это звание в 1970 году), председатель Организации Праведников мира.

## Биография
Родился в 1925 или 1926 году в Врбасе (Югославия). Хорват по национальности. Детство провёл в городе Топуско, воспитывался в либеральной католической семье. Несмотря на то, что родители его не были сильно верующими, Ивица с уважением относился к представителям других вероисповеданий[прояснить].
В 17 лет Ивица, укрываясь от усташей, начал оказывать помощь мирным гражданам и партизанам, в том числе и еврейским. Среди партизан был известен под кличкой «Ивица». Во время спасения одного из врачей он вступил в схватку с хорватским солдатом, вследствие которой получил серьёзную травму левого уха и частично потерял слух. Однако Иван не прекратил сопротивление и продолжил оказывать помощь нуждавшимся. Одной из спасённых им жительниц стала Арна Монтилио с матерью и дочкой (её муж был убит в концлагере Ясеновац). После войны Вранетич продолжил переписку со спасёнными им евреями, позднее переехал в Израиль и женился на Арне. В благодарность за помощь в годы Второй мировой войны получил почётное гражданство Израиля и награду «Праведник мира» в 1970 году, с 1986 по 2006 годы занимал должность председателя  Организации Праведников мира.
В конце 1990-х годов его жена Арна умерла. В 2009 году имя Вранетича было занесено в Зал славы праведников мира во время встречи с папой римским Бенедиктом XVI. Скончался 3 февраля 2010 в возрасте 84 лет (иногда ошибочно указывается возраст 82 лет).